# Jerzy Garus
Jerzy Krzysztof Garus (ur. 26 września 1949 w Oświęcimiu, zm. 20 sierpnia 2014 w Warszawie) – polski archeolog, działacz NSZZ „Solidarność”.

## Życiorys
Syn Władysława i Anny. Absolwent kierunku archeologia śródziemnomorska Uniwersytetu Warszawskiego (1972). W latach 1968–1980 uczestniczył w badaniach wykopaliskowych na wielu stanowiskach archeologicznych w Polsce i za granicą. Był pracownikiem Muzeum Archeologicznego w Krakowie oraz pracował jako dokumentalista w Zakładzie Archeologii Małopolski PAN. W 1977 rozpoczął pracę w Zakładzie Archeologii Śródziemnomorskiej PAN w Warszawie. Od 1981 pracował na Zamku Królewskim w Warszawie i pozostał tam do końca życia zawodowego.
Jako kierownik Działu Archeologicznego nadzorował wiele prac wykopaliskowych prowadzonych na Zamku. Był autorem artykułów naukowych i popularnonaukowych z zakresu archeologii i Starożytności. Od początku swojej pracy na Zamku Królewskim aktywnie uczestniczył w działalności społecznej NSZZ „Solidarność”, najpierw w oddziale zakładowym, a następnie jako wieloletni przewodniczący Krajowej Rady Muzeów i Instytucji Ochrony Zabytków Muzeów i Instytucji Opieki nad Zabytkami. Był przewodniczącym Sekcji Krajowej Muzeów i Instytucji Ochrony Zabytków NSZZ „Solidarność”, członkiem Zarządu Regionu Mazowsze, oraz wieloletnim przewodniczącym organizacji związkowej w Zamku Królewskim.
Zmarł 20 sierpnia 2014 po ciężkiej chorobie. Spoczął na Starym Cmentarzu w Oświęcimiu.

## Odznaczenia
W uznaniu zasług dla Zamku Królewskiego w Warszawie Jerzy Garus został odznaczony medalem MERENTIBUS (1994) oraz pośmiertnie Złotym Krzyżem Zasługi (2014).